# Mohamed Awad (calciatore etiope)
Mohamed Awad, altresì noto anche come Mohammed Awad (...), è un ex calciatore etiope, di ruolo difensore.

## Carriera

### Club
Iniziò la carriera nell'Omedla, società che aveva un legame di collaborazione con il Lycée Guebre-Mariam, scuola che Awad frequentava. Fu in rosa alla squadra almeno dal 1959 al 1962, vincendo con il club capitolino una Coppa d'Etiopia.
Dal 1965 al 1968 è in forza al St. George, con cui vince tre campionati, mentre a  livello internazionale raggiunge la semifinale della Coppa dei Campioni d'Africa 1967.

### Nazionale
Ha giocato con la nazionale etiope almeno dal 1959 al 1969, partecipando a tre edizioni della Coppa d'Africa, vincendo l'edizione 1962, nella quale fu schierato titolare nella finale.

## Statistiche

### Cronologia presenze e reti in nazionale
| Cronologia completa delle presenze e delle reti in nazionale ― Etiopia | Cronologia completa delle presenze e delle reti in nazionale ― Etiopia | Cronologia completa delle presenze e delle reti in nazionale ― Etiopia | Cronologia completa delle presenze e delle reti in nazionale ― Etiopia | Cronologia completa delle presenze e delle reti in nazionale ― Etiopia | Cronologia completa delle presenze e delle reti in nazionale ― Etiopia | Cronologia completa delle presenze e delle reti in nazionale ― Etiopia | Cronologia completa delle presenze e delle reti in nazionale ― Etiopia |
| Data                                                                   | Città                                                                  | In casa                                                                | Risultato                                                              | Ospiti                                                                 | Competizione                                                           | Reti                                                                   | Note                                                                   |
| ---------------------------------------------------------------------- | ---------------------------------------------------------------------- | ---------------------------------------------------------------------- | ---------------------------------------------------------------------- | ---------------------------------------------------------------------- | ---------------------------------------------------------------------- | ---------------------------------------------------------------------- | ---------------------------------------------------------------------- |
| 22-05-1959                                                             | Il Cairo                                                               | Rep. Araba Unita                                                       | 4 – 0                                                                  | Etiopia                                                                | Coppa d'Africa 1959 - Semifinale                                       | -                                                                      |                                                                        |
| 25-05-1959                                                             | Il Cairo                                                               | Sudan                                                                  | 1 – 0                                                                  | Etiopia                                                                | Coppa d'Africa 1959 - Finale 3º posto                                  | -                                                                      |                                                                        |
| 14-03-1961                                                             | Ramat Gan                                                              | Israele                                                                | 1 – 0                                                                  | Etiopia                                                                | Qual. Mondiali 1962                                                    | -                                                                      |                                                                        |
| 19-03-1961                                                             | Ramat Gan                                                              | Israele                                                                | 3 – 2                                                                  | Etiopia                                                                | Qual. Mondiali 1962                                                    | -                                                                      |                                                                        |
| 14-01-1962                                                             | Addis Abeba                                                            | Etiopia                                                                | 4 – 2                                                                  | Tunisia                                                                | Coppa d'Africa 1962 - Semifinale                                       | -                                                                      |                                                                        |
| 21-01-1962                                                             | Addis Abeba                                                            | Etiopia                                                                | 4 – 2 dts                                                              | Rep. Araba Unita                                                       | Coppa d'Africa 1962 - Semifinale                                       | -                                                                      |                                                                        |
| 03-10-1962                                                             | Ramat Gan                                                              | Israele                                                                | 3 – 0                                                                  | Etiopia                                                                | Amichevole                                                             | -                                                                      |                                                                        |
| 13-05-1964                                                             | Atene                                                                  | Grecia                                                                 | 3 – 1                                                                  | Etiopia                                                                | Amichevole                                                             | -                                                                      |                                                                        |
| 19-01-1968                                                             | Addis Abeba                                                            | Etiopia                                                                | 2 – 3                                                                  | Congo-Kinshasa                                                         | Coppa d'Africa 1968 - Semifinale                                       | -                                                                      |                                                                        |
| 26-01-1969                                                             | Tripoli                                                                | Libia                                                                  | 2 – 0                                                                  | Etiopia                                                                | Qual. Mondiali 1970                                                    | -                                                                      |                                                                        |
| 09-02-1969                                                             | Addis Abeba                                                            | Etiopia                                                                | 5 – 1                                                                  | Libia                                                                  | Qual. Mondiali 1970                                                    | -                                                                      |                                                                        |
| 04-05-1969                                                             | Addis Abeba                                                            | Etiopia                                                                | 1 – 1                                                                  | Sudan                                                                  | Qual. Mondiali 1970                                                    | -                                                                      |                                                                        |
| 11-05-1969                                                             | Khartoum                                                               | Sudan                                                                  | 3 – 1                                                                  | Etiopia                                                                | Qual. Mondiali 1970                                                    | -                                                                      |                                                                        |
| Totale                                                                 |                                                                        | Presenze                                                               | 13                                                                     |                                                                        | Reti                                                                   | 0                                                                      |                                                                        |

## Palmarès

### Club
- Coppa d'Etiopia: 1

Omedla: 1959
- Campionato etiope: 1

Saint-George SA: 1966, 1967, 1968

### Nazionale
- Coppa d'Africa: 1

Etiopia 1962